# Daniela Humlová
Daniela Humlová (* 31. ledna 1970 Praha) je česká filmová producentka a skriptka. Spolupracovala například s režiséry Otakáro Maria Schmidtem na snímku Eliška má ráda divočinu, Janem Svěrákem na oscarovém snímku Kolja nebo Petrem Kolihou na filmu Výchova dívek v Čechách.

## Dílo
Humlová se podílela na:
- Člověk proti zkáze (1989)
- Tankový prapor (1991)
- Černí baroni (1992)
- Dědictví aneb Kurvahošigutntag (1992)
- Šakalí léta (1993)
- Bizet's Dream (1994)
- Strauss: The King of 3/4 Time (1995)
- Bach's Fight for Freedom (1995)
- Kolja (1996)
- Marian (1996)
- Rossini's Ghost (1996)
- Liszt's Rhapsody (1996)
- Handel's Last Chance (1996)
- Výchova dívek v Čechách (1997)
- The Archaic Procession (1997)
- Johanka z Arku (1999)
- The Manor (1999)
- The Scarlet Pimpernel (1999)
- U2 3D (2007)
- Show de Bola (2007)
- Di Di Hollywood (2010)